# 李學周
李 學周（イ・ハクジュ、朝: 이학주、1990年11月4日 - ）は、大韓民国・済州特別自治道済州市出身のプロ野球選手（内野手）。

## 経歴

### アマチュア時代
大韓民国・済州市で生まれる。小学校時代は野球ではなくサッカーをプレーしていた。野球を始めたのは12歳の時で、野球チームのコーチから「試しに1週間だけ野球をやってみてくれないか」と頼まれたのがきっかけだった。沖岩高等学校では走攻守揃った大型遊撃手として注目を集めた。肩が強く、投手の経験もある。

### カブス傘下時代

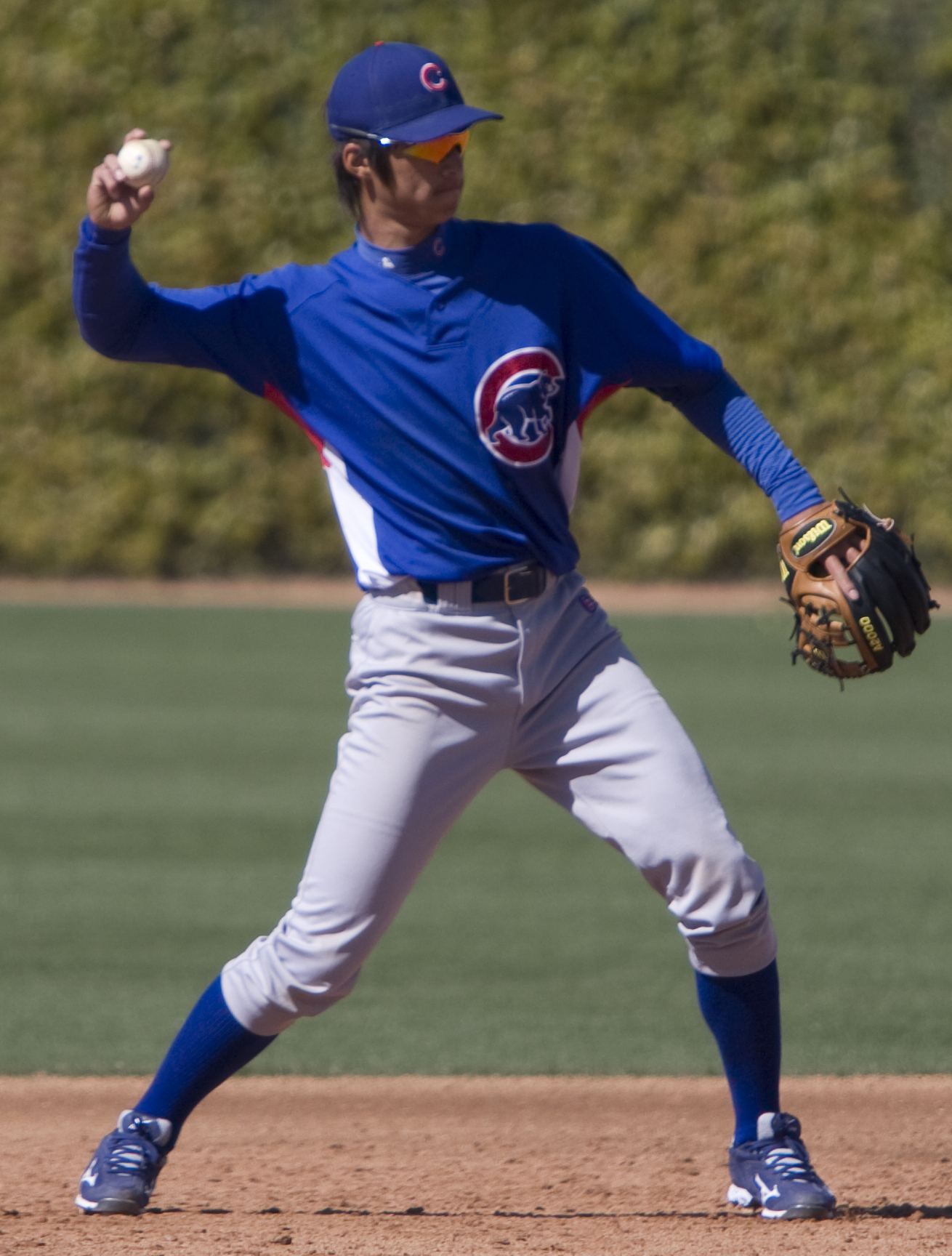
2010年3月29日

2009年2月に沖岩高校を卒業して渡米し、シカゴ・カブスと契約。契約金は115万ドルだった。入団後はトミー・ジョン手術のリハビリに専念した。復帰後、傘下のA-級ボイシ・ホークスでデビューし、68試合で打率.330、25盗塁を記録した。
2010年はA級ピオリア・チーフスで初のフルシーズンを過ごし、打率.282、32盗塁の成績を残す。オフには、「ベースボール・アメリカ」誌の有望株ランキングにおいて、球団内4位、マイナー全体では92位の評価を受けた。

### レイズ傘下時代

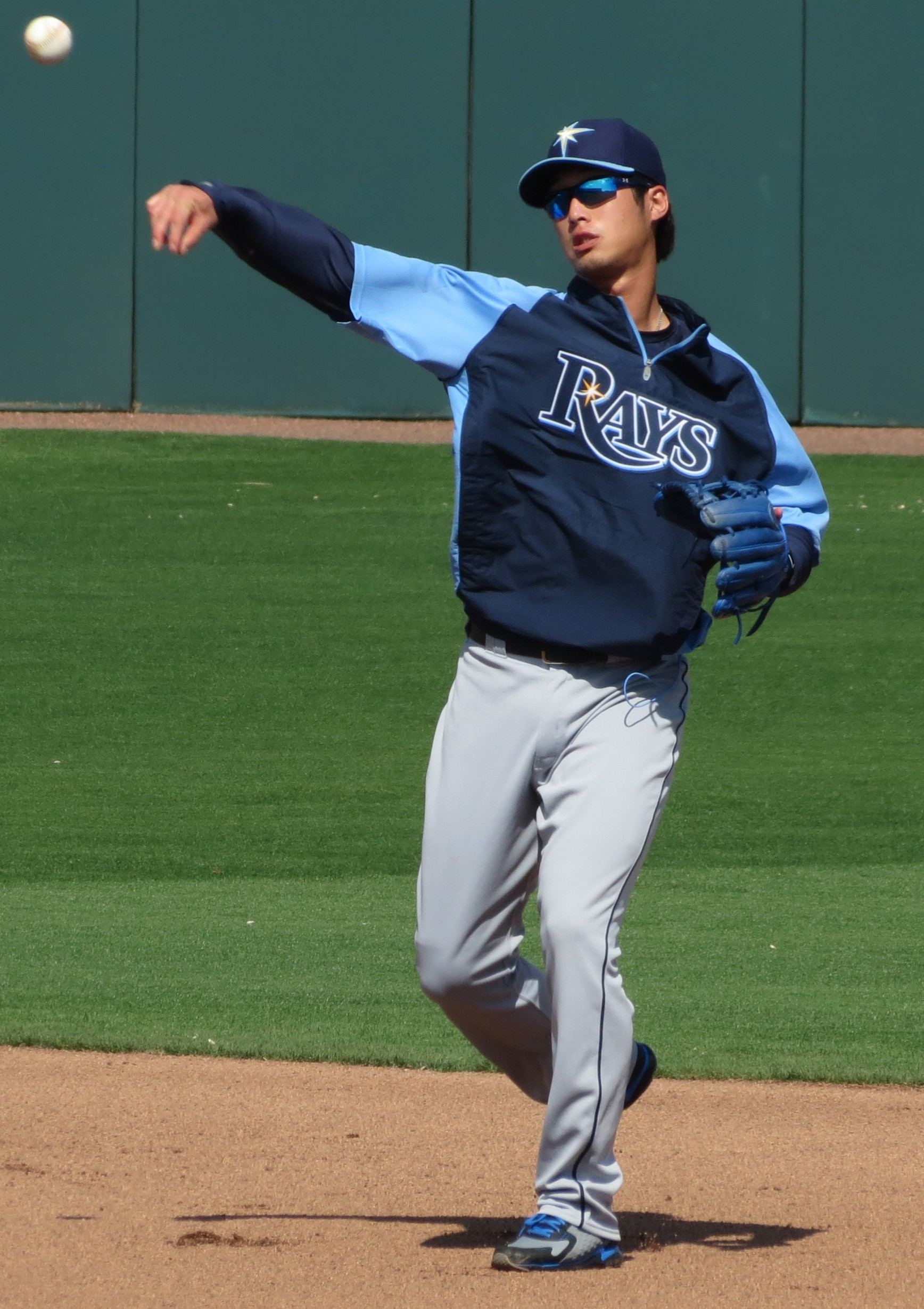
2013年2月24日

2011年1月8日、マット・ガーザを中心とした大型トレードで、サム・ファルドら4選手と共にタンパベイ・レイズに移籍した。この年はA+級シャーロット・ストーンクラブスでスタートし、97試合で打率.318、OPS.832、4本塁打、28盗塁の成績を残してAA級モンゴメリー・ビスケッツへ昇格。しかし、AA級モンゴメリーではBABIPが.228と極端に低下したこともあり、24試合で打率.190・1本塁打と振るわなかった。オフには、レイズ傘下A+級で最優秀選手に選ばれる。「ベースボール・アメリカ」誌からはレイズ内でマット・ムーアに次ぐ第2位の有望株に選ばれた。
2012年はAA級モンゴメリーでレギュラーとして116試合に出場、打率.261、4本塁打、37打点、37盗塁と活躍し、オフの11月20日にメジャー契約を結び40人枠入りした。
2013年はAAA級ダーラム・ブルズに所属していたが、4月に膝を故障してシーズンを終えた。
2015年9月1日にDFAとなり、4日に40人枠を外れる形でAAA級ダーラムに配属された。オフの11月7日にFAとなった。

### ジャイアンツ傘下時代
2015年11月18日にサンフランシスコ・ジャイアンツとマイナー契約を結び、翌年のスプリングトレーニングに招待選手として参加することになった。
2016年6月5日に自由契約となった。

### 徳島時代
2017年3月1日、日本の独立リーグである四国アイランドリーグplusの徳島インディゴソックスに入団することが発表された。前期終了時点で打率はリーグ2位の成績であったが、前期終了後の7月25日付で退団（任意引退）が発表された。

### 三星時代
2018年9月10日、韓国プロ野球新人ドラフト2次指名で三星ライオンズから指名され、10月に契約した。

### ロッテ時代
2022年1月24日、崔ハヌル及び2023年新人ドラフト3巡目指名権とのトレードでロッテ・ジャイアンツに移籍した。
2024年11月30日、自由契約選手として公示された。

## プレースタイル
巧みなバットコントロールと脚力が売りで「韓国のホセ・レイエス」とも称される遊撃手。2011年シーズン終了後には、「ベースボール・アメリカ」誌からレイズ傘下で「最も速いベースランナー」、「最も守備の良い内野手」に選ばれた。

## 詳細情報

### 年度別打撃成績
| 年 度    | 球 団    | 試 合 | 打 席 | 打 数 | 得 点 | 安 打 | 二 塁 打 | 三 塁 打 | 本 塁 打 | 塁 打 | 打 点 | 盗 塁 | 盗 塁 死 | 犠 打 | 犠 飛 | 四 球 | 敬 遠 | 死 球 | 三 振 | 併 殺 打 | 打 率 | 出 塁 率 | 長 打 率 | O P S |
| -------- | -------- | ----- | ----- | ----- | ----- | ----- | -------- | -------- | -------- | ----- | ----- | ----- | -------- | ----- | ----- | ----- | ----- | ----- | ----- | -------- | ----- | -------- | -------- | ----- |
| 2019     | サムスン | 118   | 436   | 385   | 43    | 101   | 14       | 3        | 7        | 142   | 36    | 15    | 5        | 5     | 4     | 32    | 0     | 10    | 89    | 3        | .262  | .332     | .369     | .701  |
| 2020     | サムスン | 64    | 243   | 206   | 30    | 47    | 11       | 0        | 4        | 70    | 28    | 6     | 2        | 4     | 5     | 26    | 1     | 2     | 58    | 3        | .228  | .314     | .340     | .654  |
| 2021     | サムスン | 66    | 174   | 155   | 17    | 32    | 8        | 0        | 4        | 52    | 20    | 2     | 2        | 4     | 0     | 14    | 0     | 1     | 61    | 3        | .206  | .276     | .335     | .611  |
| 2022     | ロッテ   | 91    | 260   | 232   | 29    | 48    | 11       | 1        | 3        | 70    | 15    | 2     | 4        | 9     | 1     | 16    | 0     | 2     | 54    | 3        | .207  | .263     | .302     | .565  |
| 2023     | ロッテ   | 104   | 122   | 110   | 22    | 23    | 2        | 0        | 3        | 34    | 13    | 4     | 1        | 0     | 0     | 11    | 0     | 1     | 31    | 2        | .209  | .287     | .309     | .596  |
| 2024     | ロッテ   | 43    | 105   | 95    | 13    | 25    | 2        | 2        | 2        | 37    | 4     | 0     | 1        | 2     | 0     | 6     | 0     | 2     | 44    | 0        | .263  | .320     | .389     | .709  |
| KBO：6年 | KBO：6年 | 486   | 1340  | 1183  | 154   | 276   | 48       | 6        | 23       | 405   | 116   | 29    | 15       | 24    | 10    | 105   | 1     | 18    | 337   | 14       | .233  | .303     | .342     | .645  |

#### 独立リーグでの打撃成績
以下の数値は四国アイランドリーグplusウェブサイト掲載の選手成績による。
| 年 度     | 球 団     | 打 率 | 試 合 | 打 席 | 打 数 | 得 点 | 安 打 | 二 塁 打 | 三 塁 打 | 本 塁 打 | 打 点 | 三 振 | 四 球 | 死 球 | 犠 打 | 犠 飛 | 盗 塁 | 長 打 率 | 出 塁 率 |
| --------- | --------- | ----- | ----- | ----- | ----- | ----- | ----- | -------- | -------- | -------- | ----- | ----- | ----- | ----- | ----- | ----- | ----- | -------- | -------- |
| 2017      | 徳島      | .347  | 29    | 120   | 101   | 21    | 35    | 4        | 2        | 2        | 13    | 18    | 8     | 9     | 1     | 1     | 6     | .485     | .436     |
| 通算：1年 | 通算：1年 | .347  | 29    | 120   | 101   | 21    | 35    | 4        | 2        | 2        | 13    | 18    | 8     | 9     | 1     | 1     | 6     | .485     | .436     |

### 背番号
- 24（2017年）
- 53（2019年 - 2021年）
- 6（2022年）
- 7（2023年 - 2024年）